# Stethojulis strigiventer
Stethojulis strigiventer là một loài cá biển thuộc chi Stethojulis trong họ Cá bàng chài. Loài này được mô tả lần đầu tiên vào năm 1833.

## Từ nguyên
Từ định danh của loài trong tiếng Latinh có nghĩa là "bụng có các sọc" (striga: "vệt sọc" + venter: "bụng"), hàm ý đề cập đến các dải sọc trắng dưới bụng của cá cái.

## Phạm vi phân bố và môi trường sống
S. strigiventer có phạm vi phân bố rộng khắp Ấn Độ Dương - Thái Bình Dương. Loài này được ghi nhận dọc theo bờ biển Đông Phi, từ Nam Somalia trải dài đến Nam Phi, bao gồm Madagascar và các đảo quốc trong Ấn Độ Dương, cũng như bờ biển Nam Ấn Độ và Tây Úc; từ biển Andaman, phạm vi của chúng mở rộng gần như khắp các vùng biển Đông Nam Á (trừ phần lớn Biển Đông); phía đông trải dài đến các quần đảo, đảo quốc thuộc châu Đại Dương (ngoại trừ quần đảo Hawaii); ngược lên phía bắc đến Nhật Bản; phía nam dọc theo bờ đông của Úc.
Loài này sống gần các rạn san hô và thảm cỏ biển trên nền đáy cát lẫn đá vụn trong các đầm phá nông và vùng biển gần bờ ở độ sâu đến 20 m. Sự suy thoái môi trường sống ở khu vực Đông Nam Á cũng ảnh hưởng đến loài này.

## Mô tả
S. strigiventer có chiều dài cơ thể tối đa được ghi nhận là 15 cm. Chúng là một loài dị hình giới tính và lưỡng tính tiền nữ.
Cá cái có màu ô liu (trắng hơn ở thân dưới) với các đường sọc trắng ở nửa thân dưới và một đường sọc dưới mắt. Cá con có thêm các đốm lớn trên vây lưng sau và gốc vây đuôi giống như Stethojulis bandanensis, nhưng S. bandanensis không có sọc ở thân dưới. Cá đực có 4 dải sọc màu xanh lam sáng như Stethojulis trilineata, một loài có cùng phạm vi phân bố, nhưng sọc dưới cùng của S. strigiventer chỉ kéo dài đến nửa thân. Cá đực và cái đều có một đốm đen rất nhỏ trên cuống đuôi; cá đực còn có thêm một đốm đen viền xanh trên mang.
Số gai ở vây lưng: 9; Số tia vây ở vây lưng: 11; Số gai ở vây hậu môn: 3; Số tia vây ở vây hậu môn: 11; Số tia vây ở vây ngực: 14–15; Số gai ở vây bụng: 1; Số tia vây ở vây bụng: 5.

## Hành vi và tập tính
Thức ăn của S. strigiventer chủ yếu là các loài thủy sinh không xương sống như giáp xác. Loài này thường bơi theo từng nhóm nhỏ trên một diện tích khá rộng. Loài này được đánh bắt trong ngành thương mại cá cảnh.